# Rudolf Hernegger
Rudolf Hernegger (* 2. Februar 1919 in Franzensfeste; † 10. Februar 2012 in München) war ein deutscher Wissenschaftsjournalist und Sachbuchautor.

## Leben
Hernegger war der uneheliche Sohn der Aloisia Hernegger. Er wurde am 3. Februar 1919 getauft. In den Jahren 1929 bis 1934 besuchte er das Franziskanergymnasium in Bozen, wechselte 1934 auf die Franziskaner in Kaltern und machte 1936 sein Abitur. Er studierte bis 1938 Theologie und Philosophie in Bozen und bis 1939 in Turin. Zurückgekehrt nach Bozen legte er am 5. Oktober 1940 die feierliche Profess (das Gelübde) ab und nahm den Namen Pater Beda an. Am 29. März 1941 wurde er zum Diakon geweiht und erhielt am 19. Dezember 1941 durch Erzbischof Karl Ferrari die Priesterweihe. In den Jahren 1942 bis 1945 war er als Lektor der Philosophie tätig. Bei seinem mehrjährigen Aufenthalt in Rom arbeitete er für Regnum Christi, in deren Auftrag er 1948 sein Buch Katholische Solidarität. Ein Ruf zur Einheit und Gemeinschaft und weitere Werke verfasste. Von 1951 bis 1955 war Hernegger in Düsseldorf als Sekretär von Regnum Christi tätig, war von Mai 1955 bis März 1957 Pfarr-Rektor der Rektoratspfarre St. Bernhard in Essen-Vogelheim und anschließend 1957 zur Neugründung einer Gemeinde nach St. Albertus Magnus in Düsseldorf versetzt. Er war in den 1950er Jahren Ordensbruder der Franziskaner. Am 16. März 1962 wurde Hernegger laisiert. Als er 1963 sein kirchenkritisches Werk Macht ohne Auftrag veröffentlichte, wurde er von der katholischen Amtskirche scharf kritisiert und Kardinal Julius Döpfner forderte ihn auf, den Druck des Buches zu verhindern. Hernegger folgte diesem nicht. Er trat aus dem Franziskanerorden aus und arbeitete fortan als Wissenschaftsjournalist. 1974 heiratete er und zog 1977 nach München um. Ein Schlaganfall im Jahr 1998 veranlasste ihn, seine schriftstellerische Tätigkeit einzustellen, da er nicht mehr in der Lage war zu schreiben.

## Werke
Hernegger veröffentlichte Schriften zur Kulturanthropologie sowie später auch im Bereich der Neurowissenschaften, wobei er sich hauptsächlich mit der Wahrnehmungs- und Bewusstseinsforschung beschäftigte.
- Ideologie und Glaube. Glock & Lutz, Nürnberg 1959
- Religion, Frömmigkeit, Kult. Barth, Weilheim/Obb. 1961
- Macht ohne Auftrag. Walter, Freiburg 1963. ISBN 3-88628-220-1.
- Der Mensch auf der Suche nach Identität. Habelt, Bonn 1978. ISBN 3-7749-1600-4.
- Psychologische Anthropologie. Beltz, Weinheim und Basel 1982. ISBN 3-407-58153-X.
- Gesellschaft ohne Kollektiv-Identität. Leudemann, München 1982. ISBN 3-88628-220-1.
- Vom Reflex zur Selbststeuerung. Profil-Verl., München 1985. ISBN 3-89019-121-5.
- Anthropologie zwischen Soziobiologie und Kulturwissenschaft. Habelt, Bonn 1989. ISBN 3-7749-2404-X.
- Wahrnehmung und Bewußtsein. Spektrum, Berlin [u. a.] 1995. ISBN 3-86025-288-7.
- Die Sprache des Bewußtseins. Logos-Verl., Bonn 1998. ISBN 3-89722-118-7.